# Rumunjska
Rumunjska je država u jugoistočnoj Europi. Na istoku izlazi na Crno more, a na jugu graniči s Bugarskom, na jugozapadu sa Srbijom, na sjeverozapadu s Mađarskom, na sjeveru s Ukrajinom te na sjeveroistoku s Moldavijom. Rumunjska je član NATO saveza i Europske unije.

## Zemljopis
Rumunjsku siječe 25. meridijan i 45. paralela. Krajnje su joj točke između 43 stupnja i 37 minuta do 48 stupnjeva i 16 minuta N, te između 20 stupnjeva i 16 minuta do 29 stupnjeva i 16 minuta E.
Današnja Rumunjska može se podijeliti na nekoliko zemljopisnih cjelina: Delta Dunava, Dobruđa, Moldavija, Vlaška (koja se djeli na Olteniju i Munteniju), Transilvanija, Maramureș, Crișana i Banat (istočni).
Najviši vrh je Moldoveanu s 2543 m. Najduža je rijeka Dunav, a najveće jezero Razelm. Najduža je granica ona s Ukrajinom, dok je granica na moru duga oko 245 km, dok je ukupna granica Rumunjske sa ZND-om oko 1320 km.

### Reljef
U reljefu Rumunjske predstavljena su sva tri reljefna oblika: nizine, brijegovi i planine. Na površini od 238.391 kvadratnih km smjestila su se tri značajnija gorska sustava. To su: Karpati, Transilvanske alpe (još se nazivaju i južnim Karpatima) i Bihor. Nizine zauzimaju 33 % zemlje, brda i gore do 750 m 37 %, a planine 30 %. Iz ovoga je vidljiva jednakost u ukupnoj teritorijalnoj obuhvatnosti.
Nizine su gospodarska osnova Rumunjske i najvrijednija su područja Rumunjske. U Rumunjskoj je najvažnija dolina Vlaška. Ona je pravi centar Rumunjske i cijelom se površinom nalazi u Rumunjskoj.
Rumunjska je bogata spiljama. Tri najznačajnije su Valea Rea, Movila i Piatra Altarului.

### Klima
Rumunjska se može podijeliti u nekoliko klimatskih zona. Većina zemlje ima umjerenu kontinentsku klimu. Klima je suša nego u Hrvatskoj, a razlog tome je kontinentalnost koja također utječe i na temperaturne amplitude. Dobar dio Rumunjske daleko je od mora, a samo Crno more nema velikog utjecaja na količinu padalina pa se s udaljavanjem na istok količina padalina smanjuje, a kontinentalnost povećava. Crno more okruženo je velikim kopnenim masama pa je njegov utjecaj minimalan i sveden na uski obalni pojas.
Klima je u Rumunjskoj uglavnom umjerna i povoljna ako izuzmemo Transilvaniju i Karpate. Odlikuju je nešto hladnije zime i vruća ljeta nego npr. u Slavoniji. Tome je kriva kontinentalnost koja uzrokuje nešto oštriju klimu. Transilvanska klima slična je klimi u Lici, ali i takva klima ima određenih prednosti.

### Vode
Rumunjska je zemlja u kojoj jedna tekućica ima daleko veću važnost od bilo koje druge; Dunav, jedna od najvećih Europskih, ali i svjetskih rijeka. Protječe s oko 1075 km kroz Rumunjsku što čini oko 38 % ukupnog njegovog toka, a čitavim svojim tokom rijeka Dunav je plovna, što joj daje velik ekonomski značaj. Rijeke su važne i za energetiku Rumunjske tako su na Dunavu izgrađene brojne hidrocentrale. Sve rijeke većinom utječu u rijeku Dunav. Važnije rijeke su: Samoš (Someș), Moriš (Mureș), Crisul, Timiš, Jiu, Olt, Argeș, Ialomița, Siret i Prut. Rumunjska ima i izlaz na Crno more. Jezera su uglavnom planinska, iako ima i kratkotrajnih koje naprave nizinske rijeke.

### Biljni pokrov
U Rumunjskoj prevladava nekoliko vrsta biljnih pokrova, to su:
- Bjelogorična i mješovita šuma; uglavnom u nizinama; najzastupljenija;
- Lesostepa; dio Banata, južni dio Vlaške, Dobrudža (radi lesa raširene su pješčane plaže), jugoistok Moldavije. Lesostepa je «šumska stepa», to jest mješavina (izmjena) šuma i travnatih zajednica;
- Crnogorična i brezina šuma zastupljena je na planinskim predjelima;
- Gorska vegetacija; na najvišim vrhovima. To su goleti s manjim površinama pod klekovinom i zajednicama lišaja;
- Močvarna vegetacija; u delti rijeke Dunav. U ovu zajednicu spadaju trstika, šaš, perunike, lopoči i sl.

Šume su jako važne u gospodarstvu Rumunjske. Njihovom eksploatacijom puni se rumunjski proračun, ali nekontrolirana sječa mogla bi imati opasne posljedice.
Većina lesnog i bjelogoričnog područja sada su obrađene površine. Najviše se uzgajaju pšenica i kukuruz.

## Povijest

### Pretpovijesno razdoblje
Kontinuitet naseljenosti na području Rumunjske može se pratiti od kamenog doba.

### Stari vijek
U starome vijeku današnje područje Rumunjske bilo je znano pod imenom Dacia. To su kraljevstvo u 2. stoljeću osvojili Rimljani. 270. poslije Krista rimski je car Aurelijan pod pritiskom Gota donio odluku o povlačenju kolonista i rimske vojske. No unatoč tome dio je civila odlučio ostati.

### Srednji vijek
Sljedećih nekoliko stoljeća Rumunjsku napadali su Huni, Avari, Slaveni i Bugari. Kršćanstvo se raširilo u 3. stoljeću. Rumunjskom tada vladaju Bugari i Bizant. Početkom 11. stoljeća Mađari su okupirali sjeverozapadni dio Rumunjske, Sedmogradsku (Erdelj, Transilvaniju).
Vlaška je bila do 1417. pod hrvatsko-ugarskom okupacijom u mađarskom dijelu kraljevstva kada se Mađari polako povlače.

### Rani novi vijek
1526. Vlaška definitivno potpada pod Osmanlijsko carstvo. Moldavijom su prvo vladali Poljaci, a zatim Mađari, da bi to područje u 15. stoljeću potpalo pod Osmansku vlast.

### Devetnaesto stoljeće
Bukureštanskim ugovorom 1812. Rusija priključuje Besarabiju (otprilike današnji prostor republike Moldove). 1821. počinje nacionalni revolt protiv Osmanlija, nakon kojeg je zavladala domaća vlastela. Rusi 1829. dobivaju protektorat nad Vlaškom i Moldavijom.
1857. vijeća Moldavije i Vlaške odlučile su se za zajedničko ime: Rumunjska, za autonomiju i za postavljanje princa. 1862. zemlje su se ujedinile. Konačno 1877. Rumunjska je proglasila nezavisnost, čime je okončana gotovo 500 godina duga dominacija Osmanlijskog carstva. Rusija je opet uzela Besarabiju ali je Rumunjskoj dodijeljena Dobrudža, prije dio Bugarskog Carstva.

### Dvadeseto stoljeće
U Balkanskim ratovima Rumunjska je zajedno s ostalim balkanskim državama ratovala protiv Osmanlijskog Carstva u prvom i Bugarske u drugom ratu, kada je anektirala Južnu Dobrudžu. Kad je izbio Prvi svjetski rat, Rumunjska se deklarirala kao neutralna država, ali je 1916. ušla u rat na strani sila Antante. Kako je iz prvog svjetskog rata izišla kao pobjednik, Rumunjska je od Austro-Ugarska Monarhije dobila Bukovinu, Transilvaniju, dio Banata te još neka područja u sastavu Mađarske. Od Rusije je dobila Besarabiju.
Rumunjska je između dva rata bila velika zemlja s parlamentarnim sustavom, ali se tijekom tridesetih godina preobrazila u fašističku diktaturu. U 2. svjetskom ratu. borila se na strani Njemačke, ali 1944. Sovjeti ulaze u zemlju, koja prelazi na stranu saveznika. Drugi svjetski rat Rumunjskoj je na čelu bio kolaboracionistički diktator Ion Antonescu.
Mirovnim ugovorom Rumunjskoj je vraćen dio Transilvanije, a oduzeti su joj Besarabija i sjeverna Bukovina. 30. prosinca 1947. monarhija je ukinuta, a proglašena je Narodna Republika Rumunjska na čelu s komunističkom partijom. Sve je preorganizirano na sovjetski način.
Nakon Staljinove smrti 1953. Rumunjska se polako udaljava od SSSR-a. 1965. na vlast je došao Nicolae Ceaușescu, koji je vladao kao diktator do 1989., kad je krvava revolucija srušila komunistički režim.
U svibnju 1990. održani su prvi slobodni izbori. Za predsjednika je izabran Ion Iliescu, a njegova stranka Nacionalni front spasa pobijedila je na izborima. U prosincu 1991. donesen je novi ustav prihvaćen referendumom. U rujnu i listopadu su održani novi izbori gdje se vlast samo potvrdila. Izbori su u studenom 1996. bili prvi s mirnom promjenom vlasti; umjesto dotadašnje došla je na vlast koalicija, a novi predsjednik i premijer su bili Emil Constantinescu i Victor Ciorbea (popularni gradonačelnik Bukurešta). Uskoro su provedene i brojne gospodarske reforme uz pomoć MMF-a. Tijekom 1997. još su sređeni i odnosi s Ukrajinom oko nekih teritorijalnih razmirica te je zemlju posjetio i mađarski predsjednik.

### Suvremena Rumunjska
1. siječnja 2007. godine Rumunjska je postala članicom Europske unije.

## Stanovništvo
Stanovništvo Rumunjske vrlo je složen pojam zbog kompleksne etnogeneza Rumunja. Utjecaji susjednih zemalja još su vrlo prisutni, a u nekim dijelovima Rumunjske etnička slika je pravi mozaik, iako je u načelu Rumunjska relativno homogena država. Slična je situacija i s vjerskom strukturom.
Razvoj ukupnog broja stanovnika Rumunjske može se pratiti u tri etape. Prva je od ujedinjenja i osamostaljenja pa do dolaska komunista kada broj stanovnika rapidno raste (utjecaj na ovo imala su i teritorijalna proširenja). Druga etapa je ona za vrijeme komunizma kada se postupno smanjuje stope rasta broja stanovnika. U osamdesetima emigrira veliki broj Nijemaca. Treća etapa je ona postkomunistička u kojoj je počeo pad broja stanovnika uzrokovan prijašnjim smanjenjem te teškim procesima tranzicije.
Promjena broja stanovnika Rumunjske:
- 1869. – 8 600 000,
- 1930. – 14 280 000,
- 1948. – 15 872 000,
- 1956. – 17 489 000,
- 1960. – 19 105 000,
- 1975. – 21 245 000,
- 1981. – 23 052 000,
- 1991. – 23 181 000,
- 2002. – 21 698 000,
- 2006. – 22 303 000 (procjena).

Rumunjska je srednje gusto naseljena zemlja. Najgušće su naseljene doline i zavale, a najrjeđe brdsko-planinski prostori i delta rijeke Dunava. Najgušće je naseljena Vlaška dolina gdje broj stanovnika varira između 100 i 250 stanovnika na kvadratni kilomtar. Kao gusto naseljena ističe se i Moldavija između 100 i 150 stanovnka na kvadratni km; najviše između ravnica i pobrđa. Značajnije su naseljeni još dijelovi Transilvanije gdje broj stanovnika premašuje 100 na jedan kvadratni kilometar. Najrjeđe naseljeni prostori su delta Dunava i planine, gdje gustoća pada ispod 25.
Kao i u ostalim tranzicijskim zemljama ovdje je prisutno iseljavanje stanovništva iz nerazvijenih i ruralnih područja u gradove što dodatno pogoršava sliku i ujednačenost naseljenosti u zemlji. Stupanj urbanizacije 2006. iznosio je 53 %.
Veći gradovi u Rumunjskoj su: Bukurešt (1.926.334), Iași (391.500), Temišvar (386.089), Constanța (370.526), Galați (364.571), Craiova (334.142), Cluj (323.027), Brașov (283.901), Ploiești (252.224), Brăila (223.000), Oradea (217.732), Bacău (210.469), Arad (169.065), Pitești (168.700), Târgu Mureș (165.500), Sibiu (Hermannstadt) (154.892), Baia Mare (138.763), Botoșani (135.800), Buzău (134.627), Suceava (117.666), Satu Mare (115.100), Piatra Neamț (114.401), Râmnicu Vâlcea (107.330), Drobeta-Turnu Severin (102.163), Focșani (101.206).
Rumunjsko stanovništvo relativno je homogeno, ali ima značajan broj vjerskih i nacionalnih manjina. Ekonomska slika društva ukazuje na to da se u Rumunjskoj ne živi dobro. Prosječna plaća profesora na fakultetu 2001. je iznosila nešto više od 150 $. Ovakvo stanje daje plodnu zemlju za brojne socijalne probleme kao i lošu demografsku sliku (u susjednoj Bugarskoj demografsko stanje je još gore).

### Narodnosni sastav
Etničke skupine u Rumunjskoj su: Rumunji (89,5 %), Mađari (6,6 %), Romi (2,5 %) i ostali (1,4 %). Procjene govore da ima 2 mil. Mađara, 1-2 mil. Roma, 50 tis. Čeha, 10-15 tis. Hrvata, 40 tis. Srba, 60 tis. Nijemaca. 

### Vjerski sastav
Većina stanovništva Rumunjske pripada Rumunjskoj pravoslavnoj Crkvi (86,8 %), a ostali su uglavnom ateisti ili katolici (13,2 %).

### Jezici
U Rumunjskoj je službeni jezik rumunjski (romanska skupina jezika), u nekim dijelovima i mađarski, a govore se i bugarski, njemački, hrvatski, srpski i drugi.

## Politički ustroj
Vlast je ustrojena kao višestranačka dvodomna parlamentarna demokracija s glavnim gradom Bukureštom.
Zemlja je podijeljena na 40 okruga i grad Bukurešt. Svi građani stariji od 18 godina imaju pravo glasa, dok predsjednik države ne smije biti član niti jedne stranke i smije biti izabran 2 puta uzastopce na 4 godine. Smrtna kazna je zabranjena.

### Vanjska politika
Rumunjske vlasti već desetljećima pokazuju sklonost ulascima u razne integracije. Za vrijeme vladavine komunizma Rumunjska je bila član vojnog saveza Varšavski ugovor i ekonomskog udruženja SEV. Nakon što je utjecaj SSSR-a oslabio, Rumunjska je intenzivirala veze s Kinom (koja tada nije bila u dobrim odnosima sa SSSR-om). Uskoro se Rumunjska približila i zapadu. Potpisani su ugovori Rumunjske s udrugama EFTA (Europski ugovor o slobodnoj trgovini) i EEZ (Europskom ekonomskom zajednicom; pretečom Europske unije). 1969. Nixon je posjetio Rumunjsku te su SAD Rumunjskoj dale nekoliko povoljnih kredita. A Ceausescu je posjetio SAD. Tada je sklopljen i desetogodišnji ekonomski dogovor između dvije zemlje (1976.). Razni su ekonomski ugovori potpisani i s Izraelom, Egiptom, Kinom, Istočnom Njemačkom, Jugoslavijom, Mađarskom i Bugarskom. U ovo vrijeme Rumunjska je postala promatrač u pokretu nesvrstanih, te napravivši iznimku postala jedna od rijetkih komunističkih zemalja u MMF-u (međunarodnom monetarnom fondu) i Svjetskoj banci.
Ranih devedesetih Rumunjska predaje kandidaturu za članstvo u Europskoj uniji, a članicom postaje 1. siječnja 2007. godine, zajedno s Bugarskom. Članicom NATO pakta postala je 2004. Ulaskom u EU, Rumunjska je izišla iz Zone slobodne trgovine srednjoeuropskih zemalja – CEFTA-e, u koju je ušla u sklopu priprema za EU 1997. godine.
Rumunjska je i potpisnica ugovora prema kojemu vojni zapovijednici iz SAD-a ne moraju kazneno odgovarati za ratne zločine pred Međunarodnim vojnim sudom.
Rumunjska je članica sljedećih međunarodnih organizacija: UN, EU, NATO, Partnerstvo za mir, WHO (Svjetska zdravstvena organizacija), WTO (Svjetska trgovinska organizacija), BSEC (Zona suradnje crnomorskih zemalja), EBRD (Europska banka za obnovu i razvoj), Svjetska banka, MMF (Međunarodni monetarni fond), Vijeće Europe

## Gospodarstvo
Godine 2016. Rumunjska je imala BDP (GDP) od oko 441.601 milijardi dolara, a BDP po glavi stanovnika 22.348 dolara. Prema Svjetskoj banci, Rumunjska je gospodarstvo zemalja srednjeg dohotka. Prema Eurostatu, BDP po glavi stanovnika u Rumunjskoj iznosio je 59 posto prosjeka EU-a u 2016. godini, što je porast od 41 posto u 2007. godini (godine ulaska Rumunjske u EU), čineći Rumunjsku jedan od najbrže rastućih ekonomije u Europskoj uniji.
Nakon 1989. godine zemlja je imala desetljeće ekonomske nestabilnosti i opadanja, koju je dijelom prouzročila zastarjela industrijska baza i nedostatak strukturnih reformi. Međutim, od 2000. godine rumunjsko doživljava relativnu makroekonomsku stabilnost, koju karakterizira visok rast, niska stopa nezaposlenosti i pad inflacije. U 2006. godini, prema rumunjskom uredu za statistiku, realni rast BDP-a zabilježen je na 7,7 %, što je jedan od najviših stopa u Europi. Međutim, recesija koja slijedi nakon globalne financijske krize 2008. – 2009. Prisilila je vladu na zaduživanje izvana, uključujući i MMF-ov program pomoći u iznosu od 20 milijardi dolara. BDP od godine bilježi porast od preko 2 %. Prema Svjetskoj banci, paritet kupovne moći BDP-a po stanovniku porastao je s 13.442 dolara u 2007. na oko 22.124 dolara u 2015. Po kupovnoj moći u 2016. i 2017. rumunjska je doživjela još veći porast i prestigla nekoliko okolnih zemalja članica EU, kao i Hrvatsku. Rumunjska i dalje ima jednu od najnižih neto prosječnih mjesečnih plaća u EU od 540 eura u 2016. godini, i inflaciju od –1,1 % u 2016. godini. Nezaposlenost u Rumunjskoj u 2017. je na razini od 5,4 %, što je vrlo nisko u usporedbi s ostalim zemljama Europske unije. 
Rast industrijske proizvodnje u veljači 2013. godine dostigao je 6,5 % u odnosu na isto razdoblje prošle godine, što je najviše u Europskoj uniji. Najveće lokalne tvrtke su proizvođač automobila Dacia, Petrom, Rompetrol, Ford Rumunjska, Electrica, Romgaz, RCS & RDS i Banca Transilvania. Izvoz je znatno porastao u posljednjih nekoliko godina, s porastom izvoza od 13 % u 2010. godini. Glavni izvoz Rumunjske su automobili, softver, odjeća i tekstil, industrijski strojevi, električna i elektronička oprema, metalurški proizvodi, sirovine, vojna oprema, farmaceutske proizvode, fine kemikalije i poljoprivredne proizvode (voće, povrće i cvijeće). Trgovina je uglavnom usmjerena na zemlje članice Europske unije, pri čemu su Njemačka i Italija najveći pojedinačni trgovinski partneri zemlje.
Nakon niza privatizacija i reformi kasnih devedesetih i dvadesetih godina, vladina intervencija u rumunjskom gospodarstvu nešto je niža nego u drugim europskim gospodarstvima. Vlada Rumunjske je 2005. godine zamijenila rumunjski progresivni porezni sustav s ravnim porezom od 16 % za osobni dohodak i dobit poduzeća, među najnižim stopama u Europskoj uniji. Gospodarstvo pretežno temelji na uslugama koje čine 51 % BDP-a, iako industrija i poljoprivreda također imaju značajan doprinos, što čini 36 % i 13 % BDP-a. Osim toga, u 2006. godini zaposleno je 30 % rumunjske populacije u poljoprivredi i primarnoj proizvodnji, jednoj od najviših stopa u Europi.
Rumunjska je od 2000. godine privukla sve veće iznose stranih ulaganja, postajući jedina najveća investicijska destinacija u jugoistočnoj i srednjoj Europi. Izravna strana ulaganja u 2006. godini iznosila su 8,3 milijarde eura. Prema izvješću Svjetske banke za 2011. godinu, Rumunjska je trenutno u 72. od 175 ekonomija u jednostavnosti poslovanja, s ocjenom nižom od ostalih zemalja u regiji kao što su Češka Republika i dr. Osim toga, istraživanje je 2006. godine ocijenilo da je to drugi najbrži ekonomski reformator na svijetu.
Od 1867. godine službena je valuta bila Rumunjski lej i nakon denominacije u 2005. godini, vrijednost je iznosila 0,2-0,3 €. Nakon ulaska u EU 2007. godine, očekuje se da Rumunjska usvoji euro negdje oko 2020.
Dana 1. srpnja 2015., inozemni dug Rumunjske iznosio je 90,59 milijardi eura. 

### Promet
Prema nacionalnom institutu za statistiku Rumunjske, ukupna cestovna mreža Rumunjske procijenjena je 2015. na 86.080 kilometara. Svjetska banka procjenjuje željezničku mrežu na 22.298 kilometara, četvrte po veličini željezničke mreže u Europi. Željeznički prijevoz doživio je dramatičan pad nakon 1989. godine, a procjenjuje se na 99 milijuna putničkih putovanja u 2004. godini; ali je doživio nedavno (2013.) preporod zbog poboljšanja infrastrukture i djelomične privatizacije linija, što čini 45 % svih putničkih i teretnih kretanja u zemlji. Metro u Bukureštu, jedini podzemni željeznički sustav, otvoren 1979. godine i mjeri 61,41 km s prosječnim prekomjernim vožnjama u 2007. godini od 600.000 putnika tijekom radnog tjedna. Postoji šesnaest međunarodnih komercijalnih zračnih luka u službi i danas s pet njih (Henri Coanda zračna luka, Aurel Vlaicu zračna luka, Međunarodna zračna luka Temišvar, zračne luke Constanta i međunarodne zračne luke Sibiu) je sposoban za primanje najvećih zrakoplova. Preko 9,2 milijuna putnika prošlo je kroz Međunarodnu zračnu luku Henri Coandă u Bukureštu 2015.
Rumunjska je velik izvoznik električne energije i 48. u svijetu po pitanju potrošnje električne energije. Trećina proizvedene energije dolazi iz obnovljivih izvora, uglavnom hidroelektrana. U 2015. godini glavni izvori su bili ugljen (28 %), hidroelektrane (30 %), nuklearne elektrane (18 %) i ugljikovodici (14 %). Ima jedan od najvećih rafinerijskih kapaciteta u Istočnoj Europi, iako proizvodnja nafte i prirodnog plina opada već više od desetljeća. Uz jednu od najvećih zaliha sirove nafte i škriljevca u Europi, ona je jedna od najovisnijih zemalja u Europskoj uniji i cilj joj je proširiti svoju nuklearnu elektranu u Cernavodău.
U lipnju 2014. bilo je gotovo 18,3 milijuna veza s Internetom. Prema Bloombergu, 2013. Rumunjska je zauzela 5. mjesto na svijetu, a prema The Independentu, ona je prva zemlja u Europi po brzini interneta.

### Turizam
Turizam ima značajan udio u rumunjskom gospodarstvu, koji ostvaruje oko 5 % BDP-a. Prema podatcima "Svjetskog vijeća za putovanja i turizam", procjenjuje se da Rumunjska ima četvrtu najbrže rastuću potražnju za putovanjima u svijetu s procijenjenim potencijalnim rastom od 8 % na godišnjoj razini, od 2007. do 2016. godine. Broj turista stalno raste, dosegnuvši 9,33 milijuna stranih turista 2016. godine, navodi Svjetska banka. Turizam u Rumunjskoj privukao je 400 milijuna eura ulaganja u 2005.
Više od 60 % stranih posjetitelja u 2007. godini bilo je iz drugih zemalja EU. Popularne ljetne atrakcije Mamaia i drugih naselja na Crnom moru privukle su 1,3 milijuna turista u 2009. Najpopularnija skijališta su uz Valea Prahovei i Poiana Brașov. Dvorci u transilvanskim gradovima kao što su Sibiu, Brașov i Sighișoara također privlače veliki broj turista. Dvorac Bran, u blizini Brașova, često reklamiran kao Drakulin dvorac, jedna je od najpoznatijih atrakcija u Rumunjskoj koju posjećuje stotine tisuća turista svake godine. 
Ruralni turizam, usredotočujući se na folklor i tradiciju, postao je važna alternativa komercijalnom turizmu. Ostale atrakcije uključuju deltu Dunava itd.
Rumunjska je 2014. imala 32.500 tvrtki koje su bile aktivne u hotelijerskoj i ugostiteljskoj industriji, s ukupnim prometom od 2,6 milijardi eura. Više od 1,9 milijuna stranih turista posjetilo je Rumunjsku 2014. godine, što je za 12 % više nego u 2013. godini. Prema Nacionalnom statističkom zavodu Rumunjske, oko 77 % turista došlo je iz Europe (posebice iz Njemačke, Italije i Francuske), 12 % iz Azije, a manje od 7 % iz Sjeverne Amerike.

## Kultura

### Umjetnost
Eugène Ionesco je svjetski poznati rumunjsko-francuski dramatičar, koji je kao i njegovi suvremenci 
književnici Mircea Eliade i Emil Cioran napustio komunističku Rumunjsku stvarao u inozemstvu.
Paul Celan i dobitnik Nobelove nagrade Elie Wiesel, također su rumunjski književnici priznati u svijetu, koji su obojica preživjela holokaust.
George Enescu (1881. – 1955.) je jedan od najpoznatijih rumunjskih glazbenika, koji je bio skladatelj, violinist, pianist, dirigent i učitelj.
Jedan od najvećih i najutjecajnih rumunjskih umjetnik s utjecajem na svjetsku kulturu je kipar Constantin Brâncuși, središnja figura modernog pokreta i pionir abstrakcije.

### Sport
Najpopularniji sport u Rumunjskoj je nogomet. Rumunjska nogometna reprezentacija nastupila je na Svjetskom prvenstvu u nogometu sedam puta, a najuspješnije je bila na prvenstvu 1994. u SAD-u kada su se uspjeli plasirati u četvrtfinale. Poznati igrači iz toga vremena su Gheorghe Hagi (nadimak: Maradona s Karpata), a danas aktivni iz te zlatne geracije su još Adrian Mutu i Cristian Chivu. Najuspješniji nogmetni klub je FC Steaua Bukurešt, koja je 1986. postala klupski europski prvak u nogometu (prvi iz Istočne Europe). 
Po broji registriranih sportaša nakon nogometa, po masovnosti sljedeći je tenis. Najpoznatiji igrač je Ilie Năstase koji je osvoji nekoliko Grand Slamova i brojne teniske turnire, a i prvi je tenisač koji je bio rangiran kao broj 1 na ATP listi (od 1973–1974). 
Rumunjska gimnastika postigla je brojne uspjehe, posebno se ističe Nadia Comăneci koja je postala prva osoba koja je u gimnastici odbila najveću moguću ocjenu 10 i to na ljetnim olimpijskim igrama 1976. kada je imala 15 godina.
Oină je tradicionalni sport u Rumunjskoj koji svojim pravilima i načinom igre podsjeća na baseball, a prvi puta se spominje 1364. g. Porijeklo mu nije točno utvrđeno, smarta se da je nastao iz igre pastira ili kao ratna igra. Godine 1899. uveden je u sve škole kao dio tjelesnog odgoja. Oină se danas igra osim u Rumunjskoj još u Moldaviji.

## Rumunjsko-hrvatski odnosi
Hrvatska zajednica u Rumunjskoj nije brojna, ali je stabilna, s dobro očuvanom tradicijom i jezikom. Hrvata u Rumunjskoj ima nešto više od 14 000, a njihov je broj vjerojatno i veći, no odvojenost od matice zemlje, izoliranost Rumunjske i srbizacija putem medija imali su veliki utjecaj na ovaj broj.
Rumunjski Hrvati uglavnom žive u naseljima Karaševu, Jabalču, Neremiću, Lupku, Klokotiču, Ravniku i Vodniku, a kao manjina ima ih i u naseljima Rešici, Rekašu, Tirolu, Hrvatskoj Keči, Hrvatskom Čeneju, Oravici, Sulini i Radnoj. Najveće je hrvatsko naselje Karaševo.
Hrvati oko grada Ričice su najstarija hrvatska dijaspora. Oni tamo žive preko 700 godina.
Rumunja je u Hrvatskoj jako malo. Prema popisu iz 2001. godine Rumunjima se izjasnilo 475 građana Republike Hrvatske. Iako je broj izravnih potomaka vjerojatno veći, Rumunji u Hrvatskoj čine manje od 0,01 %. No važnost Rumunjske zajednice u Hrvatskoj nalazi se u Istri. To je zajednica Istrorumunja, zvanih još i Čići. Oni žive u selu Šušnjevici i okolnim zaseocima. Tamo ih živi oko 470. Njihovih potomaka nekoliko je tisuća, a najviše ih je emigriralo u SAD. Izjašnjavaju se Hrvatima, ali su rumunjskog podrijetla. Vrijednost ove zajednice je u tome što su razvili svoj jezik, tzv. istrorumunjski jezik. Ovaj je jezik rumunjski s primjesama hrvatskog, talijanskog i slovenskog. Posljednjih nekoliko godina radi se na očuvanju istrorumunjskog jezika i na intenziviranju veza s Rumunjskom.